# Vlag van Molise

Vlag van Molise

De vlag van Molise bestaat uit een blauw veld met daarop het wapen van Molise, waaronder de naam van de regio staat. Het wapen bestaat uit een zilveren omrand rood schild, dat door een zilveren of witte diagonale baan doorsneden wordt. In de linkerbovenhoek staat een zilveren of witte achtpuntige ster. Deze ster is sinds 1608, toen het gebied binnen het Koninkrijk Napels viel, een symbool van Molise. De vlag werd aangenomen op 12 juni 1975.
De fundamentele inspiratie voor de keuze van het regionale wapen houdt verband met de historische identiteit van de naam en het grondgebied van Molise, die "in de vroege middeleeuwen verschenen als die van een Normandisch graafschap en afgeleid van die van het kasteel van Molise", de Contado di Molise, waarvan het grondgebied echter weinig gemeen had met dat waarover de regio jurisdictie heeft.